# ایستگاه برق آبی دوگات
ایستگاه برق آبی دوگات (به لاتین: Devighat Hydropower Station) یک نیروگاه برقابی در نپال است که در بخش نوواکوت واقع شده‌است.